# Meuselbach-Schwarzmühle
Meuselbach-Schwarzmühle is een plaats en voormalige gemeente in de Duitse deelstaat Thüringen, en maakt deel uit van de Landkreis Saalfeld-Rudolstadt.
Meuselbach-Schwarzmühle telt  inwoners.

## Geschiedenis
Meuselbach-Schwarzmühle ontstond in oktober 1922 door de samenvoeging van de gemeenten Meuselbach en Schwarzmühle. Deze gemeente maakte deel uit van de Verwaltungsgemeinschaft Bergbahnregion/Schwarzatal tot deze op 1 januari 2019 fuseerde met de Verwaltungsgemeinschaft Mittleres Schwarzatal. Meuselbach-Schwarzmühle fuseerde met Mellenbach-Glasbach en Oberweißbach/Thür. Wald tot de gemeente Schwarzatal, die de hoofdplaats werd van de nieuwe Verwaltungsgemeinschaft.